# Paris ACASA futsal
Maillots
Actualités
Le Paris ACASA futsal est un club français de futsal situé dans le 19e arrondissement de Paris. Section futsal d'une association de quartier à sa création en 1995, il devient un club de futsal en 2004.
Le club est présidé par Kamel Djama et évolue en Division 1 pour la saison 2022-2023.

## Historique

### Débuts
À l’origine, l'Association des Centres d’Aide et de Secours à l’Adolescence (ACASA) est une association de prévention spécialisée qui officie sur le secteur Crimée et Alphonse Karr dans le 19e arrondissement de Paris. 
L’histoire du club débute en 1995. Karim Elfareh, éducateur d’ACASA, décide de créer une sélection des meilleurs jeunes joueurs des quartiers populaires du XIXe arrondissement de Paris pour participer à un tournoi organisé par la ville de Paris. Cette équipe remporte ce tournoi,. 
Le club part du premier échelon départemental. Kamel Djama et ses camarades s'engagent dans d’autres compétitions, dont le championnat de futsal de la Ligue de Paris-Île-de-France de football. En 2001-2002, ACASA termine troisième du championnat régional. 
En 2003-2004, le club est champion de Division d'honneur futsal de la Ligue de Paris Île-de-France. Le club est radié par la Fédération française de football en 2005. Des bénévoles recréent le club. 
En 2006, l’association de ACASA fusionne avec une plus grosse association, la Fondation Jeunesse Feu Vert. Il est alors demandé de transformer l’activité futsal de l’association en une véritable structure sportive autonome. Avant la fin de l'année, le « Paris ACASA Futsal » voit le jour.

### Niveau national
Au terme de la saison 2013-2014, le PAF remporte le championnat de Division d'honneur futsal de la Ligue Paris Île-de-France et, par le biais des barrages contre les derniers de Division 2 2013-2014, accède à cette deuxième division nationale. 
En D2 2014-2015, le Paris ACASA se hisse déjà à la troisième place, seul promu de la poule A à ne pas redescendre. L'équipe échoue à deux points et une victoire de la première place obtenue par le Roubaix AFS, qui est interdit de montée. Le second Nantes Bela, à un seul point devant l'ACASA, est promu dans l'élite du futsal français. En Coupe de France, le club gagne chez une équipe de Régional en 32e de finale, avant de s'incliner de peu chez l'équipe de D1, le FC Erdre-Atlantique (3-2). 
Pour l'exercice 2015-2016, le PAF fait mieux avec la deuxième place, onze points devant le troisième mais à neuf unités du premier invaincu, Roubaix AFS. Seuls les premiers des deux poules sont promus. En Coupe de France, l'équipe s'impose chez l'équipe de D1, Douai Gayant en huitième de finale (3-7), puis contre le futur demi-finaliste de D1 le Toulon EF en quart (7-4), avant de céder en demi-finale chez le futur vainqueur, le Kremlin-Bicêtre (7-2). Il s'agit du meilleur parcours de l'histoire du club dans la compétition. 
Le club possède le plus petit budget de Division 2 2016-2017 mais accède en première division. En effet, le Montpellier Méditerranée un temps relégué administrativement, libère une place en D1. En tant que meilleur deuxième des deux poules, en réalité premier exæquo avec Nantes Bela de la poule A avec la meilleure attaque, ACASA est promu dans l'élite. En Coupe de France, l'équipe élimine deux clubs régionaux en 32e puis 16e de finale avant de perdre à domicile contre Nantes Bela (8-9). 
Pour sa première année dans l'élite, le PAF voit sa recrute brésilienne Renatinho terminer meilleur buteur du championnat. L'équipe se hisse à la cinquième place avec la troisième meilleure attaque mais aussi la troisième pire défense. Le groupe est la première équipe non-qualifiée pour la phase finale, à quatre points du Sporting Paris. En Coupe de France, l'équipe est sorti par le Kremlin-Bicêtre, futur vainqueur de la compétition, en quart-de-finale (4-7). 
En D1 2018-2019, le club se maintient de peu, terminant neuvième exæquo, un point devant le Beaucaire Futsal, onzième et premier relégué. En Coupe de France, ACASA élimine largement le FC Dijon Clénay (D2, 15-2) en 16e de finale, puis peine chez le Torcy Futsal (D2, 2-2 tab 1-2) en quart. Il l'emporte chez le Nantes Métropole (2-6), mieux classé en D1, avant de perdre une nouvelle fois chez le futur vainqueur, le Sporting Paris (4-1). 
La saison 2019-2020 est arrêtée à cause de la pandémie de Covid-19. L'ACASA est alors neuvième et maintenue en D1. En Coupe de France, l'équipe est éliminée dès son entrée en lice en 32e de finale à Attainville, club de Régional 3 francilienne.

## Palmarès

### Titres et trophées
En 2003-2004, le club est champion de Division d'honneur futsal de la Ligue de Paris Île-de-France. 

### Bilan par saison
| Saison    | Championnat         | Championnat | Championnat | Championnat | Championnat | Championnat | Championnat | Championnat | Championnat | Championnat | Coupe de France       | Entraîneur       |
| Saison    | Division            | Class.      | Pts         | M           | V           | N           | D           | Bp          | Bc          | Diff.       | Coupe de France       | Entraîneur       |
| --------- | ------------------- | ----------- | ----------- | ----------- | ----------- | ----------- | ----------- | ----------- | ----------- | ----------- | --------------------- | ---------------- |
| 2009-2010 |                     |             |             |             |             |             |             |             |             |             | phase inter-régionale |                  |
| 2010-2011 |                     |             |             |             |             |             |             |             |             |             | finale régionale      |                  |
| 2011-2012 |                     |             |             |             |             |             |             |             |             |             |                       |                  |
| 2012-2013 |                     |             |             |             |             |             |             |             |             |             |                       |                  |
| 2013-2014 | DH Paris IdF        | 1er         |             |             |             |             |             |             |             |             |                       |                  |
| 2014-2015 | Division 2 - grp. A | 3e/11       | 65 pts      | 20          | 15          | 0           | 5           | 98          | 62          | +36         | 16e de finale         |                  |
| 2015-2016 | Division 2 - grp. A | 2e/10       | 51 pts      | 16          | 11          | 2           | 3           | 81          | 57          | +24         | Demi-finale           |                  |
| 2016-2017 | Division 2 - grp. A | 2e/10       | 41 pts      | 18          | 13          | 2           | 3           | 117         | 73          | +44         | 8e de finale          |                  |
| 2017-2018 | Division 1          | 5e/13       | 39 pts      | 24          | 11          | 3           | 10          | 115         | 102         | +13         | Quart de finale       | Ricardo de Souza |
| 2018-2019 | Division 1          | 10e/12      | 19 pts      | 22          | 6           | 2           | 14          | 67          | 100         | -33         | Demi-finale           | Ricardo de Souza |
| 2019-2020 | Division 1          | 9e/12       | 16 pts      | 15          | 5           | 1           | 9           | 49          | 62          | -13         | 32e de finale         | Ricardo de Souza |
| 2020-2021 | Division 1          | 3e/12       | 40 pts      | 22          | 12          | 4           | 6           | 76          | 59          | +17         | non jouée             | Marcelo Serpa    |
| 2021-2022 | Division 1          | 5e/10       | 24 pts-1    | 17          | 8           | 1           | 9           | 68          | 77          | -9          | 16e de finale         | Marcelo Serpa    |
| 2022-2023 | Division 1          | 5e/11       | 34 pts      | 20          | 10          | 4           | 6           | 77          | 65          | +12         | 8e de finale          | Marcelo Serpa    |
| 2023-2024 | Division 1          | 2e/12       | 40 pts      | 22          | 12          | 4           | 6           | 87          | 70          | +17         | 16e de finale         | Marcelo Serpa    |
| 2024-2025 | Division 1          | 10e/12      | 17 pts      | 21          | 5           | 2           | 14          | 52          | 75          | -23         | 32e de finale         |                  |

## Structure du club

### Statut du club et des joueurs
Le club est fondé en 2006 en tant que club sportif, régi par la loi sur les associations établie en 1901. Il est affilié sous le n°552779 à la Fédération française de football. Il appartient de plus à la Ligue de Paris Île-de-France et au district de Seine-Saint-Denis.
Les joueurs ont soit un statut bénévole, amateur ou de semi-professionnel sous contrat fédéral.

### Identité et image
À partir de 1995, le club est une section futsal de l'ACASA (Association des Centres d’Aide et de Secours à l’Adolescence). En 2006, le « Paris ACASA futsal » voit le jour. Le président Kamel Djama précise : « ACASA pour notre attachement aux valeurs transmises par cette association et tous ses éducateurs, et Paris car dès sa création, notre ambition naturelle nous poussait à vouloir représenter Paris au plus haut niveau national ».  
Les couleurs du club sont vert et blanc. En 2020, pour les 25 ans du club, le logo est restylisé et conserve son identité originelle.

Logo avant 2020
Logo à partir de 2020

## Personnalités

### Dirigeants et entraîneurs
| Période           | Nom                 |
| ----------------- | ------------------- |
| 2019-2020         | Ricardo de Souza    |
| 2020-2024         | Marcelo Serpa       |
| Sept. - Nov. 2024 | Felice Mastropierro |
| Déc. 2024-2025    | Nacho Garrido       |
| Depuis 2025       | Emile Lalo          |

Kamel Djama fait partie de l'équipe participant au tournoi initiateur du club. Il continue comme joueur au sein de l’association ACASA de 1995 à 2006, avec plusieurs titres de champion d’Ile-de-France et une demi-finale de Coupe de France de futsal en 2002. Le président-fondateur est ingénieur au civil, au sein de l’entreprise Safran, dans le cadre d’un programme pour la fusée Ariane 6.
Sur les dix joueurs des débuts en 1995, six sont toujours dans le bureau ou membre du conseil d’administration en 2019.
Ricardo de Souza dit « Ritchi », notamment sept fois champion d’Espagne, entraîne l'équipe première du club en 2019-2020. Au terme de la saison, il est remplacé par son compatriote Marcelo Serpa, fraîchement élu meilleur entraîneur de Division 1 avec le Toulouse Métropole FC.
En 2019-2020, Yacine Ziouche assure la double fonction de préparateur physique et kinésithérapeute de l'équipe première. Il revient avec cette même mission à l'été 2021.

### Joueurs notables
L'international Boulaye Ba est formé au club puis évolue en équipe première et intègre l'équipe de France U21 en 2014 puis de quitter le club et intégrer la sélection A. Il en est de même pour Youba Soumaré. 
Le gardien de but Samir Aboudou arrive au club à l’âge de 17 ans, et reste fidèle à son poste malgré les multiples sollicitations pendant plus de dix saisons dans les années 2010. 
Entre 2017 et 2019, le club accueille Renato Paes Leme dit « Renatinho » en provenance de Botafogo. Pour ses débuts communs en Division 1, le défenseur brésilien termine meilleur buteur de D1 2017-2018  avec 33 réalisations en 24 rencontres. Cela lui a permis de figurer parmi les quatre prétendants au titre de meilleur joueur de l’année. Il connaît ensuite un second exercice marqué par les blessures. 
En septembre 2019, Azeddine Takdjerad, joueur du club, est retenu en équipe d'Algérie de futsal par Nordine Benamrouche.
À l'été 2020, l'ex-international français Adrien Gasmi arrive à l'ACASA et quitte le club en fin de saison. En 2021-2022, l'équipe comporte les internationaux Ronny Zakehi (France) et Ghadi Abi Akl (gardien libanais). Les internationaux américain Tomas Pondega et algérien Bilal Azzouz ont évolué à l'ACASA en 2022-23.
Catégorie:Joueur du Paris ACASA

### Effectif 2024-2025
Les postes mentionnés se réfèrent à ceux du football. Comprendre que « A - attaquant » désigne les « pivots » et « M - milieu de terrain » les « ailiers ».

## Autres équipes
Le club compte une équipe senior féminine et des équipes jeunes masculines.